# Boteti
Boteti est un sous-district du Botswana.

## Villes
- Kedia
- Khwee
- Kumaga
- Letlhakane
- Makalamabedi
- Mmadikola
- Mmatshumo
- Mokoboxane
- Mopipi
- Moreomaoto
- Mosu
- Motopi
- Toromoja
- Tsienyane/Rakops
- Xere
- Xhumo